# Maître Gims
Gandhi Djuna (født 6. maj 1986 i Kinshasa, DR Congo), bedre kendt under kunstnernavnet GIMS (før Maître Gims), er en congolesisk-født fransk rapper og sanger. Hans familie flyttede til Paris, Frankrig, da han var to år gammel.
En af hans kendte singler er “Est-ce que tu m’aimes?” som han udgav i 2015.